# Matej Jug
Matej Jug est un arbitre international slovène de football né le 25 septembre 1980 en Yougoslavie.
Il est arbitre de Catégorie 1 d'après l'UEFA.

## Biographie
Matej Jug commence sa carrière d'arbitre professionnel le 14 avril 2004 en Prva Liga lors d'une rencontre entre le NK Publikum Celje et le NK Šmartno 1928.
Le 23 juin 2007, il arbitre sa première rencontre au niveau européen lors d'un match de coupe Intertoto opposant le FC Tobol Kostanaï au FC Zestafoni.
Dans la foulée, il dirige son premier match de Coupe UEFA le 19 juillet 2007 lors d'une rencontre où s'affrontent le B36 Tórshavn et le FK Ekranas Panevėžys.
Le 20 août 2008, Matej Jug arbitre sa première rencontre internationale lors d'un match amical entre le pays de Galles et la Géorgie.
Durant l'été 2010, il est sélectionné pour officier à l'Euro des moins de 19 ans et y dirige les rencontres entre l'Espagne et le Portugal et entre les Pays-Bas et l'Autriche.
Matej Jug arbitre ses premiers matches officiels internationaux avec les sélections A lors des éliminatoires de l'Euro 2012. Il dirige en effet les matches entre la France et le Luxembourg le 12 octobre 2010 et entre les Pays-Bas et la Moldavie le 7 octobre 2011.
Le 20 juillet 2011, il fait ses débuts en Ligue des champions à l'occasion d'une rencontre opposant le FC Dacia Chișinău au FC Zestafoni.